# Ивиницкий, Илья Семёнович
Илья Семёнович Ивиницкий (24 марта 1949, Москва, РСФСР, СССР) — советский футболист и футбольный тренер. Кандидат в мастера спорта СССР.

## Карьера

### Клубная
Воспитанник ДЮСШ московского «Спартака», где его тренировал Олимпийский чемпион 1956 года Анатолий Исаев. В составе молодёжной команды «Спартака» был чемпионом СССР 1966 года. Играл вратарём в 1967 году в дубле московского «Спартака», в 1968 году провёл 4 матча за костромской «Спартак», в 1969 году начинал сначала в тульском «Металлурге», затем выступал в махачкалинском «Динамо». С 1970 по 1971 годы играл за ивановский «Текстильщик», за который провёл 6 матчей. Также играл в «Искре» Смоленск, «Ревтруде» Тамбов, «Спартаке Рязань» и в горьковской «Волге». Завершал карьеру в клубе «Москвич».

### Тренерская
После окончания футбольной карьеры остался тренировать «Москвич», после чего 4 года проработал в Алжире. С 1989 по 2007 годы работал директором в ДЮСШОР московского «Спартака»

## Награды
Заслуженный работник физической культуры Российской Федерации (1999). В декабре 2006 года он был удостоен знака «За вклад в развитие юношеского футбола». В январе 2007 года Президент России Владимир Путин подписал указ о награждении Ивиницкого медалью ордена «За заслуги перед Отечеством» II степени.